# Bandeira de Washington

A bandeira de Washington é constituida por um campo verde escuro com o selo do estado (a imagem de George Washington), tendo como opção uma franja dourada. É o único estado dos Estados Unidos com um campo verde, sendo também a única com a imagem de um presidente Americano.

## História
O design foi adoptado em 1923 (anteriormente o Estado não tinha bandeira oficial). Ao virar do Século XX, os residentes do estado de Washington hasteavam uma bandeira militar azul com o perfil de George Washington em ouro. Bandeiras não-oficiais posteriores eram similares à bandeira actual, mas continham o selo estadual em ouro num campo verde ou púrpura.

## Fabrico
Porque o selo tem de ser cosido em ambos os lados, esta, é a bandeia estadual Americana mais dispendiosa. Quem queira duplicar a bandeira estadual de Washington deve mandar duas cópias da versão pretendida para a Secretaria de Estado de Washington. Se for aprovada, a secretaria mandará então uma cópia da bandeira de volta ao fabricante marcada como "aprovada" e guardará a outra em arquivo.
De acordo com a lei estadual (RCW 1.20.010), "A bandeira oficial do estado de Washington deverá ser de seda ou tecido próprio verde escuro, e conter ao centro uma reprodução bordada, imprimida, pintada ou estampada do selo. As extremidades da bandeira, podem ou não, ser franjadas. Se for usada uma franja, a mesma deve ser de ouro ou amarela em cor, no mesmo tom do selo. As dimensões da bandeira podem variar."